# Águas interiores

As zonas marítimas de acordo com a Lei do Mar

Do ponto de vista da Lei do Mar, consideram-se águas interiores os mares completamente fechados, os lagos e os rios, bem como as águas no interior da linha de base do mar territorial.
As águas arquipelágicas no interior das ilhas mais exteriores de um Estado arquipelágico (como a Indonésia ou as Filipinas) também são consideradas águas interiores. Sobre suas águas interiores, além de jurisdição idêntica à do mar territorial, o Estado costeiro pode até mesmo impedir a passagem inocente.